# Златна среща на върха (Пингвина)
„Златна среща на върха“ (на английски: Gold Summit) е шестият епизод на американския криминален драматичен сериал „Пингвина“, който е разклонение на игралния филм от 2022 г. „Батман“. Епизодът е написан от Ник Таун и е режисиран Кевин Брей. Премиерата на епизода е на 27 октомври 2024 г. по Ейч Би О в Съединените щати, като в същия ден е достъпен и в стрийминг платформата „Макс“.
Действащ малко след събитията във филма, сериалът изследва възхода към властта на Озуолд „Оз“ Коб/Пингвина (в ролята Колин Фарел) в престъпния подземен свят на Готъм Сити. Оз се оказва съюзник с млад мъж на име Виктор (Рензи Фелиз), като същевременно трябва да се справи с присъствието на София Фалконе (Кристин Милиоти), която търси отговори относно изчезването на брат си.
Епизодът получава положителни отзиви от критиците за актьорската игра, емоционалния тон и финалната сцена.

## Сюжет
С двете останали кофи, пълни с „Блаженство“, Оз реорганизира престъпната си империя в подземната железница. Известно време по-късно бизнесът му се раздвижва с големи банди, участващи в разпространението на дрогата. Независимо от това, Виктор започва да се тревожи за възможни последствия, ако базата им бъде разкрита.
Сал се премества със София в нейното имение, докато се подготвят да установят следващия си ход срещу Оз. Докато София вярва, че Триадите ще останат лоялни към нея, Сал е сигурен, че те ще застанат на страната на Оз поради „Блаженство“. За да отправят послание, аверите на София убиват дистрибуторите на Оз, като публично ги обесват. Оз решава, че вместо да го остави на другите банди, възлага на екипа си да разпространи „Блаженство“ из целия град безплатно. София и Сал проникват в апартамента на Оз, но не намират нищо ценно, тъй като той няма познати роднини. Докато проверява спалнята му, София намира подписана снимка на Ив.
Деменцията на Франсис продължава да се влошава, остава с часове в студена вода във ваната, докато Оз пристига, за да я изкара. Франсис кара Оз да обещае, че ще ѝ помогне да я остави да умре, преди състоянието ѝ да стане твърде тежко, с което той неохотно се съгласява. Ядосвайки се, че кварталът „Краун Пойнт“, е без ток, Оз заплашва съветника Хеди да възстанови електроподаването. Към Виктор се обръща Скуид, член на бандата, който първоначално му е поръчал да открадне джантите на колата на Оз, който иска да вземе участие в неговата операция с наркотици. Когато Виктор го споменава на Оз, той изяснява, че Скуид няма да бъде добре дошъл. Виктор казва на Скуид, който става агресивен и настоява да се срещне с Оз, като заплашва да ги разобличи, ако не го направи. Виктор привидно се съобразява, но вместо това го застрелва. Потресеният Виктор информира Оз, че проблемът е решен и въпреки че не казва, че го е убил, Оз му казва, че е постъпил правилно.
София посещава Ив в апартамента ѝ и въпреки че я държи на прицел, Ив не се страхува от нея, тъй като всъщност тя води София до себе си, за да защити другите проститутки. Ив не разкрива нищо за Оз и че самият Оз няма да я спаси. След това София разкрива, че Оз е съучастник с Кармайн в убийствата на младите жени, за които София е обвинена като „Палача“, което кара Ив най-накрая да разкрие, че той се крие в „Краун Пойнт“. София я пощадява. Оз организира среща, наречена „Златна среща на върха“ сред всички лидери на банди в града, като ги моли да си сътрудничат в борбата му срещу Джиганте, Марони и висшия елит. Джао от Триадите не е убеден от ръководството на Оз, поради неговия характер, но Оз ги печели, като разкрива, че е убил Алберто Фалконе и че пълният им контрол над града ще подкопае богатите граждани. Електричеството се връща в „Краун Пойнт“. Докато Виктор утешава Франсис, те започват да танцуват заедно, без да знаят, че София е нахлула в апартамента.

## Производство

### Развитие
Епизодът е написан от продуцента Ник Таун и режисиран от Кевин Брей.

### Сценарий
Създателката на сериала Лорън Ле Франк обяснява, че епизодът ще включва скок във времето, за да напредне правилно операция „Блаженство“ в основните сюжетни линии – „Мисля, че начинът, по който завършихме петия епизод, когато Оз и Виктор слизат и Оз му разкрива за тунелите, видяхме потенциален елемент. Чувствахме, че трябва да скочим напред и да го видим в действие“.
Кристин Милиоти обяснява решението на София да пощади Ив: „Ясно е, че броят на труповете на София в този момент от сериала е толкова много. Но тя все още има много специфичен етичен кодекс на злодея. Тя не може да носи отговорност за отнемане на живота на някого в начинът, по който беше обвинена“.

## В България
Епизодът е излъчен премиерно в България по Ейч Би О на 28 октомври 2024 г., като от същия ден е достъпен и в стрийминг платформата „Макс“, субтитриран на български език.